# Wilfried Nelles
Wilfried Nelles (* 1948 in Marmagen, Eifel) ist ein deutscher Psychologe, psychologischer Berater und Autor. Seine Bücher wurden in mehrere Sprachen übersetzt. Nelles hat, aus dem Bereich der Familienaufstellung kommend, eine Theorie zur Evolution des menschlichen Bewusstseins entwickelt, die zugleich als Orientierung für das Verständnis zeitgenössischer psychischer Probleme wie auch der praktischen psychologischen Beratung dienen soll. Zunächst arbeitete Nelles nach Bert Hellingers Methode, entwickelte aber ab 2006 „in mehreren Schritten eine neue Art der Aufstellungsarbeit“, die er Lebensintegrationsprozess (LIP) nennt. Der Fokus liege „dabei nicht auf den Beziehungen zur Familie (dem so genannten ‚Systemischen‘), sondern auf dem eigenen Leben und dem Erkennen von dessen innerem Sinnzusammenhang“.

## Leben
Wilfried Nelles wuchs in einem kleinen Dorf in der Eifel auf. Er ist das älteste von fünf Kindern, sein Vater war Malermeister, seine Mutter Hausfrau. Er studierte und promovierte in Politikwissenschaft, Soziologie und Psychologie an der Universität Bonn. Nach zwölf Jahren in der sozialwissenschaftlichen Forschung und Lehre verließ er die Universität und begann sich intensiv mit der humanistischen Psychologie, östlichen Meditationen und insbesondere der spirituellen Lehre von Osho zu beschäftigen. 1996 lernte er Bert Hellinger und das Familienstellen kennen. Er wurde Familiensteller und veröffentlichte mehrere Bücher zu diesem Thema, ehe er seine eigene Theorie und Praxis entwickelte. Heute leitet er zusammen mit seinem Sohn Malte Nelles, einem tiefenpsychologisch orientierten Therapeuten und Politologen, das Nelles-Institut in Nettersheim-Marmagen, das Außenvertretungen in mehreren europäischen Ländern und in China hat. Nelles ist verheiratet und hat zwei Söhne.

## Bücher (Auswahl)
- Dasein - Eine Reise ins Herz des Lebens. Innenansichten Verlag 2024, 240 Seiten, ISBN 978-3-910654-07-5.
- Männer, Frauen und die Liebe: Vollständig überarbeitete und erweiterte Neuauflage. Innenansichten Verlag 2023, 240 Seiten, ISBN 978-3910654037.
- Im Namen des Fortschritts: Das moderne Bewusstsein und der Krieg gegen die Natur. Innenansichten Verlag 2023, 223 Seiten, ISBN 978-3910654006.
- Also sprach Corona: Die Psychologie einer geistigen Pandemie. Scorpio Verlag 2021, 208 Seiten, ISBN 978-3958033900.
- Die Welt, in der wir Leben – Das Bewusstsein und der Weg der Seele. Innenwelt Verlag 2020, 355 Seiten, ISBN 978-3-947508-42-6.
- Alles ist Bewusstsein – Bewusstsein ist alles. Zur Psychologie der Gegenwart. Essays, Gespräche, Aphorismen. Innenwelt Verlag 2016, 251 Seiten, ISBN 978-3-942502-52-8.
- Die Sehnsucht des Lebens nach sich selbst. Der Leben-Integrations-Prozess in der Praxis. Innenwelt Verlag 2014, 350 Seiten, ISBN 9783942502306 (zusammen mit Thomas Geßner).
- Umarme Dein Leben – Wie wir seelisch erwachsen werden. Innenwelt Verlag 2012, 160 Seiten, ISBN 978-3-942502-16-0.
- Männer, Frauen & die Liebe. Über kindliche Ansprüche und erwachsene Bedürfnisse. Innenwelt Verlag 2010, 205 Seiten, ISBN 978-3-936360-58-5.
- Das Leben hat keinen Rückwärtsgang. Die Evolution des Bewusstseins, spirituelles Wachstum und das Familienstellen. Innenwelt Verlag 2009, 295 Seiten, ISBN 978-3-936360-51-6.
- Der Baum trägt reiche Frucht. Dimensionen und Weiterentwicklungen des Familienstellens. Carl-Auer-Systeme 2006, 288 Seiten, ISBN 978-3896705310.
- Die Hellinger-Kontroverse. Fakten – Hintergründe – Klarstellungen. HERDER Spektrum 2005, 160 Seiten, ISBN 978-3451055713.
- In guten wie in schlechten Zeiten – Liebe, Lust, Wachstum in der Partnerschaft. Goldmann 2004, 218 Seiten, ISBN 978-3442216925.
- Das Hellinger-Prinzip – Informationen und Klärungen. Herder 2003, 157 Seiten, ISBN 978-3451053528.
- Wo die Liebe hinfällt – Gespräche über Paarbeziehungen und Familienbande. Innenwelt Verlag 2002, 174 Seiten, ISBN 978-3936360004.
- Liebe, die löst. Einsichten aus dem Familienstellen. Carl-Auer-Systeme 2002, 174 Seiten, ISBN 978-3896702869.
- als Hrsg. mit Peter Grottian: Großstadt und neue soziale Bewegungen. Birkhauser Verlag, Basel/Boston/Stuttgart 1983.